# Козлов, Пётр Алексеевич (Герой Социалистического Труда)
Пётр Алексеевич Козлов (25 ноября [8 декабря] 1903 — 9 августа 1977) — советский хозяйственный, государственный и политический деятель, Герой Социалистического Труда.

## Биография
Родился в 1903 году в Кашинском районе Тверской области. Член КПСС с года.
С 1922 года — на хозяйственной, общественной и политической работе. В 1922—1970 гг. — землеустроитель в Кашинском уезде, на Сонковских и Кесовогорских территориях, заведующий Кашинским районным земельным отделом, участник советско-финской и Великой Отечественной войн, заведующий Кашинским районным земельным отделом, начальник Кашинского районного отдела сельского хозяйства, председатель колхоза «Новый путь» Кашинского района Калининской области,
Указом Президиума Верховного Совета СССР от 30 апреля 1966 года присвоено звание Героя Социалистического Труда с вручением ордена Ленина и золотой медали «Серп и Молот».
Избирался депутатом Верховного Совета СССР 6-го созыва.
Умер в Кашинском районе в 1977 году.